# Eurosta solidaginis
A Eurosta solidaginis é uma espécie de Diptera da América do Norte. A espécie é mais conhecida pelas galhas características que forma em várias espécies do gênero Solidago. Os ovos da mosca são inseridos perto dos gomos em desenvolvimento da planta. Após a eclosão, as larvas migram para uma área abaixo dos gomos em desenvolvimento da planta, onde induzem os tecidos da planta a se formar na galha. As interações de E. solidaginis com sua(s) planta(s) hospedeira(s) e insetos, bem como aves, predadores fizeram dele a peça central de muitas pesquisas ecológicas e de biologia evolutiva, e sua tolerância a temperaturas congelantes inspirou estudos sobre as propriedades anticongelantes de sua bioquímica.

## Taxonomia
Eurosta solidaginis está na ordem Diptera e na família Tephritidae. Foi colocada pela primeira vez no gênero Eurosta por DW Cocquillet em 1910. Existem duas subespécies: E. solidaginis subsp. solidaginis e E. solidaginis subsp. fascipennis, distinguido morfologicamente por diferenças nas regiões hialinas da margem da asa. A primeira subespécie pode ser subdividida em duas raças hospedeiras, uma das quais forma galhas em Solidago altissima e a outra em S. gigantea.

## Distribuição
E. solidaginis é amplamente distribuído nos Estados Unidos, desde Washington até a costa leste. As duas subespécies ocupam áreas diferentes, com E. solidaginis subsp. solidaginis sendo encontrado da costa leste até Minnesota e nas Dakotas, até as províncias do sudeste do Canadá e na fronteira sul dos Estados Unidos. E. solidaginis subsp. fascipennis, por outro lado, pode ser encontrado no extremo oeste de Washington e no extremo leste de Minnesota.

## Comportamento e ecologia

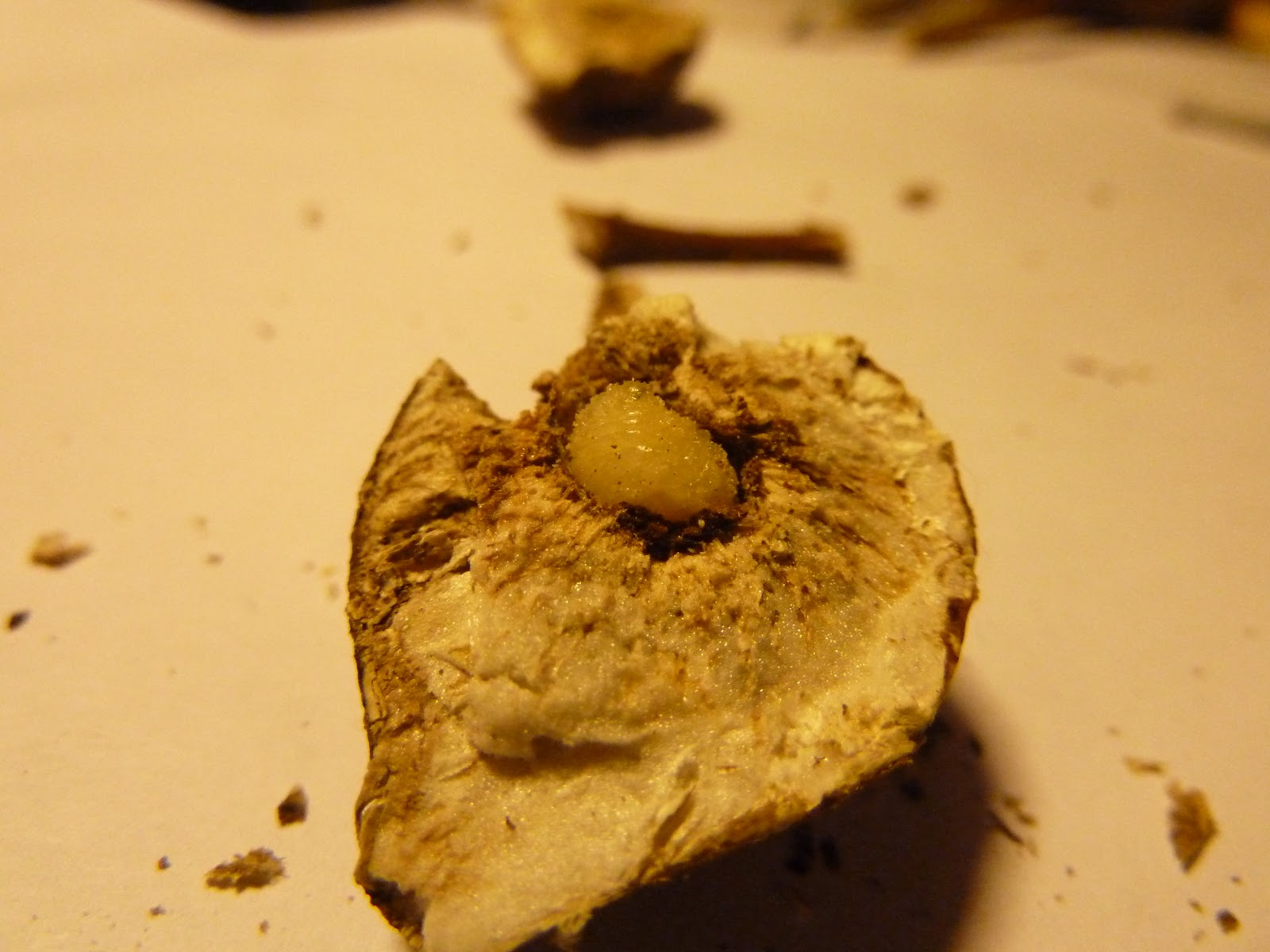
Larva de Eurosta solidaginis em uma galha recém dissecada

Adultos de E. solidaginis emergem de suas galhas na primavera, com os machos emergindo antes das fêmeas. As moscas acasalam em plantas Solidago, e as fêmeas usam seus ovipositores para inserir ovos fertilizados nos gomos de Solidago.
Embora E. solidaginis foi relatado para formar galhas em sete espécies diferentes de Solidago, apenas três parecem ser alvos comuns: Solidago canadensis, S. gigantea e S. altissima. Uma vez que as larvas eclodem, normalmente entre 5 e 8 dias após a postura do ovo, a larva come até a base do broto de Solidago e induz uma galha. Essas galhas servem como fontes de alimento e abrigos da chuva, vento e gelo. Apesar de ser a estrutura de hibernação da larva, a galha em si não fornece isolamento significativo. Em vez disso, a própria larva tem uma tolerância robusta ao congelamento. A larva se alimenta dos tecidos da galha e muda duas vezes antes de escavar um estreito túnel de saída da galha em meados de setembro. Depois de cavar seu túnel, sem realmente abrir a galha para o exterior, a larva hiberna e, se sobreviver, muda para um adulto e sai da galha na primavera seguinte.
Vários predadores e parasitas atacam as larvas de E. solidaginis. Parus atricapillus e Picoides pubescens atacam grandes galhas, abrindo-as e removendo a larva que vive dentro. As vespas parasitas Eurytoma obtusiventris e E. gigantea também têm como alvo o galinheiro. A primeira injeta seus ovos diretamente nas larvas de E. solidaginis antes da formação da galha, enquanto a segunda oviposita na própria galha. Em ambos os casos, as larvas de E. solidaginis são consumidas. Há também Mordellistena unicolor, um besouro cujas larvas, após eclodirem na superfície de uma galha, penetram e se alimentam de seus tecidos nutritivos. M. unicolor normalmente mata a larva de E. solidaginis que habita a galha, mas isso não parece ser uma parte essencial de seu ciclo de vida. Um dos resultados dessas interações é que as larvas que produzem galhas de tamanho moderado – ou seja, não pequenas e finas o suficiente para que as vespas penetrem facilmente, mas não grandes o suficiente para atrair a atenção das aves – têm uma vantagem de aptidão. Além dessas interações diretas e predatórias, uma correlação negativa foi observada entre a desfolhação por besouros Trirhabda, sugerindo que a competição por recursos vegetais também pode ter um papel importante a desempenhar no sistema Eurosta/Solidago.

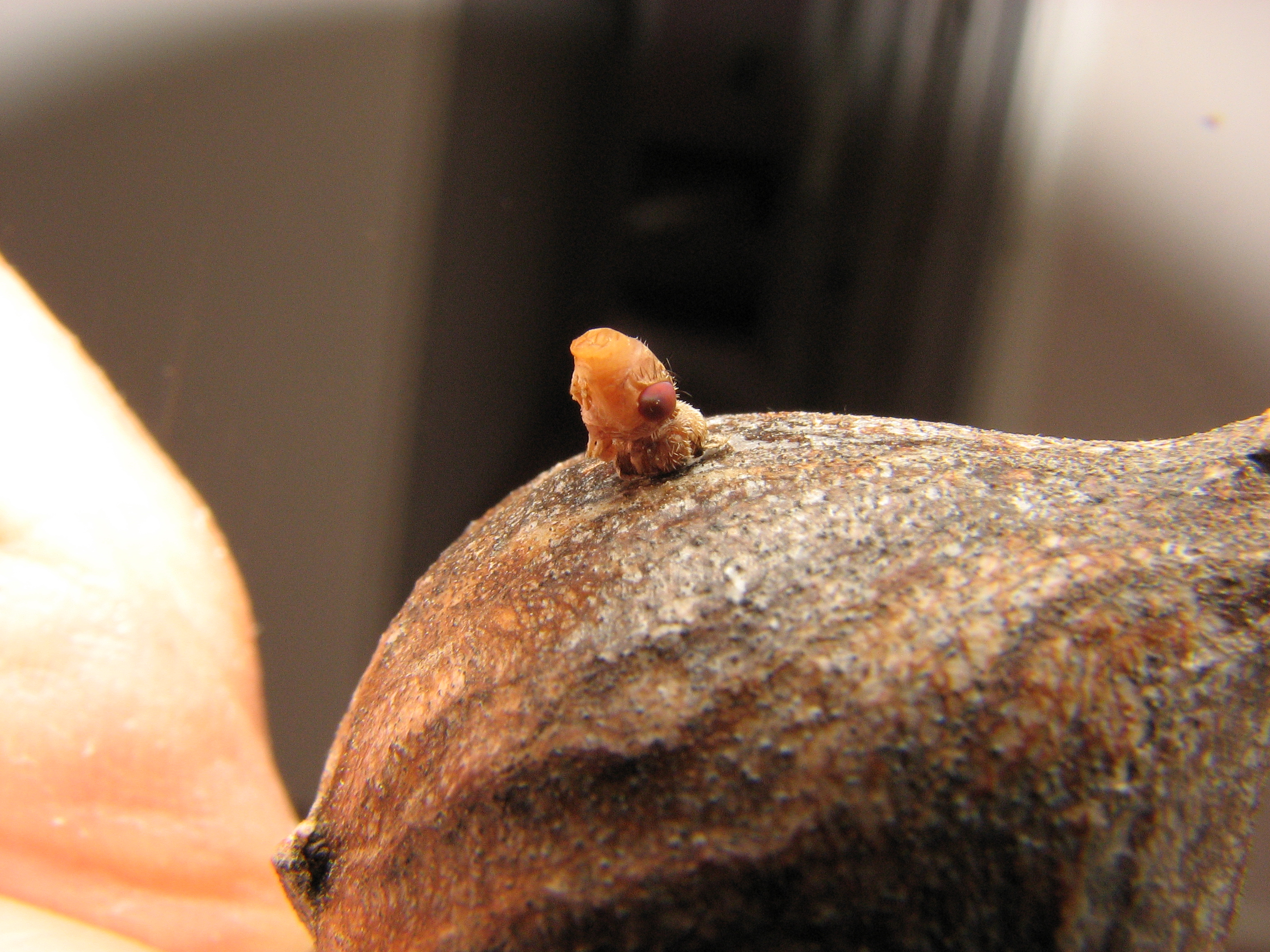
Adulto emergindo da bílis. Observe o ptilinum na cabeça

## Fisiologia
A capacidade de E. solidaginis de sobreviver às temperaturas congelantes do inverno tem sido objeto de muitas pesquisas. Em resposta à queda das temperaturas e à senescência dos tecidos vegetais circundantes, a larva começa a sintetizar e acumular sorbitol e glicerol em seus tecidos. Esses compostos ajudam a proteger as larvas contra danos de congelamento, diminuindo o ponto de fusão de seus fluidos corporais, reduzindo assim a quantidade de gelo que pode se formar. As aquaporinas, proteínas de membrana envolvidas na canalização da água, também demonstraram desempenhar um papel fundamental na tolerância ao congelamento de E. solidaginis. À medida que o gelo se forma nos fluidos corporais da larva, os solutos no líquido descongelado são concentrados, criando um forte gradiente osmótico. Em espécies como E. solidaginis que podem canalizar a água com rapidez suficiente em resposta a esse estresse de congelamento, a água viaja rapidamente para o ambiente extracelular rico em solutos, trocando de lugar com moléculas crioprotetoras como o glicerol, protegendo assim os tecidos da larva. A regulação positiva dessas proteínas aquaporinas nas estações de inverno corrobora a hipótese de que elas desempenham um papel fundamental na tolerância ao congelamento. Também foi descoberto que as temperaturas amenas do inverno são prejudiciais à taxa de sobrevivência de E. solidaginis, com pesquisadores especulando que temperaturas frias ou congelantes podem realmente beneficiar o inseto, permitindo que ele conserve energia.